# Nanopoluição
A nanopoluição é gerada por nanomateriais (com dimensões entre 1 e 100 nanômetros) naturais ou artificiais durante a confecção destes, que entram no meio ambiente, geralmente como subprodutos de atividades humanas — especialmente da indústria de nanotecnologia, cosméticos, remédios, têxteis e embalagens inteligentes. Este tipo de poluição, formada por nanopartículas pode ser muito perigosa uma vez que pode flutuar facilmente pelo ar viajando por grandes distâncias. Devido ao seu pequeno tamanho, os nanopoluentes podem entrar nas células de animais e plantas. Como a maioria destes nanopoluentes não existe na natureza, as células provavelmente não terão os meios apropriados de lidar com eles, causando danos ainda não conhecidos.

## Desafios no estudo da nanopoluição

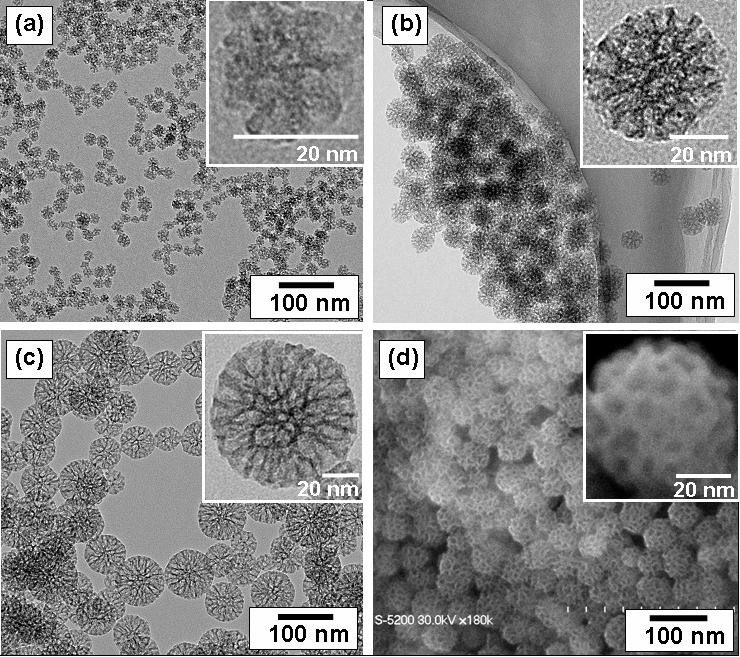
Mesoporous Silica Nanoparticles (MSNs) são um tipo de nanopartícula composta de sílica (SiO₂) com uma estrutura altamente porosa e organizada, caracterizada por poros mesoporosos (diâmetro entre 2 e 50 nm, segundo a IUPAC).